# Menino do Rio (canção)
Menino do Rio é uma canção composta por Caetano Veloso, gravada por Baby do Brasil em seu LP Pra Enlouquecer, de 1979, seu segundo álbum solo.

## História
Menino do Rio foi composta em 1977, durante um jantar em que estavam presentes Caetano Veloso, Dedé Gadelha, Baby do Brasil e o surfista carioca José Artur Machado, conhecido como Petit, que serviu de inspiração para a composição. Caetano estava com um violão em mãos e foi compondo a canção no mesmo instante do jantar. Petit e Baby eram amigos, e a artista quis homenagear a amizade e a beleza do surfista.
A canção foi tema de abertura da telenovela Água Viva, apresentada pela Rede Globo em 1980.